# 安大略省長期護理廳
安大略省長期護理廳是加拿大安大略省政府的一個部門，負責管理該省的長期護理體系及提供相關服務。

## 服務
- 長期護理，包括護養院（英语：Nursing home）
- 家居護理

## 歷史
在加拿大聯邦化之初，醫療衛生仍為市級事務而非省級事務。1873年《公眾衛生法令》准許省督以文告設立臨時「中央衛生局」，以在疾病達至流行程度時採取措施。該法令從未實際執行。
省衛生局（Provincial Board of Health）設立於1882年3月10日，負責監察地方衛生局。出現流行病時，該局還會承擔應對流行病的責任。該局向省督（1882-1903）、布政司（1904-1918）及勞工廳（1919-1924）負責。
1924年，省衛生局由衛生廳（Department of Health）取代。1930年，該廳從布政廳接受了管理安大略省精神病院及巡查該省公立及私立醫院的職責。同年，該省在首任衛生廳長的指示下設立了醫院署（Department of Hospitals）；該署於1934年成為衛生廳的一個部門。1952年，癌症研究及癌症診所的運作納入該廳職責。受保醫院服務（1959年推出）和受保醫生服務（1966年推出）於1972年併入安省醫療保險計劃。該廳還負責不再與醫療衛生有關的領域，例如水務及污水處理（1957年之前）、精神發育遲緩設施及兒童服務（1974年移交予社區及社會服務廳）以及職業健康（1976年移交予勞工廳）。
1961年，省府委任皇家醫療服務委員會，由大法官愛默·馬菲·賀爾擔任主席，推動了該廳的重大改革。
在1972年政府改組中，衛生廳英文名稱由Department of Health變更為Ministry of Health。1999年，衛生廳更名為衛生及長期護理廳（Ministry of Health and Long-Term Care）。2019年6月20日，衛生及長期護理廳拆分為衛生廳及長期護理廳。

## 外部連結
- 官方网站
- Ministry of Health and Long-Term Care organizational structure （页面存档备份，存于）
- Health Quality Ontario website （页面存档备份，存于）